# Omar Sompo Ceesay
Omar Sompo Ceesay ist ein gambischer Politiker.

## Leben
Er wurde im Februar 2008, nach den Regionalwahlen in Gambia Ende Januar als nominiertes Regionalratsmitglied in den Basse Area Council aufgenommen. Neben ihm wurde auch Seyfu June Bah und Aja Kumba Korra nominiert.
Bei den Regionalwahlen in Gambia 2013 ließ sich Omar Sompo Ceesay von der Alliance for Patriotic Reorientation and Construction (APRC) in der Basse Administrative Area als Kandidat für den Wahlbezirk Basse im Wahlkreis Basse des Regionalrats von der Upper River Region, dem Basse Area Council aufstellen. Bei der Wahl am 4. April 2013 konnte Ceesay den Wahlbezirk, vor seinen Gegenkandidaten Filly Susso als Kandidat der National Reconciliation Party (NRP), deutlich für sich gewinnen. Ceesay wurde Vorsteher des Basse Area Council.
Am 28. November 2013 wurde Ceesay, als Nachfolger von Kanimang Sanneh, zum Gouverneur der Upper River Region ernannt. Anfang Februar 2017 hatte die neue Regierung unter Adama Barrow die Gouverneure entlassen, Ceesays Nachfolgerin wurde Anfang März Fatou Jammeh-Touray.

## Auszeichnungen und Ehrungen
- 2016 – July 22nd Revolution Award[6]